# Clannad 2
| Recensione                        | Giudizio   |
| --------------------------------- | ---------- |
| AllMusic                          | [ 3 ]      |
| Sputnikmusic                      | 3.0 (Good) |
| Dizionario del Pop-Rock           | [ 5 ]      |
| The Encyclopedia of Popular Music | [ 6 ]      |

Clannad 2 è il secondo album discografico del gruppo di musica tradizionale irlandese Clannad, pubblicato dall'etichetta discografica Gael-Linn Records nel 1974.
Come il precedente,  anche questo è un disco di musica folk tradizionale irlandese con arrangiamenti degli stessi Clannad.

## Il disco
An Gabhar Bán (The White Goat) è la storia di un uomo in fuga sulle montagne, durante il periodo della carestia, per sottrarsi agli ufficiali giudiziari e per questo paragonato ad una capra bianca di montagna, la canzone fu tramandata da una donna di Gaoth Dobhair, tale Kitty Johnny Sheáin, le parole e la musica sono state rese dal gruppo il più fedele possibile alla versione originale.
Eleanor Plunkett brano strumentale per arpa composto nel diciottesimo secolo da Tarlach O'Carolan, il pezzo è appunto dedicato a Eleanor Plunkett di Robertstown, contea di Meath, che a quanto pare, era una dei trenta membri della famiglia Plunkett. La storia narrata nel libro La vita e la musica di un arpista irlandese di Donal Ó Suillebháin, racconta che la famiglia Plunkett furono bloccati nel loro castello di Castlecome, a due miglia da Robertstown e uccisi con dell'acqua bollente.
Coínleach Ghlas an Fhómhair (The Autumn Stubble) è una canzone (in gaelico) che parla della fuga di due amanti dalle loro case, questa versione è tratta da Cnuasacht de Cheoltaibh Uladh di Seán Ó Baoill.
Rince Philib a'Cheoil (Dance of Philip A'Cheoil) semplice motivo tradizionale irlandese, sempre cantata (da Máire Brennan) in gaelico.
By Chance It Was canzone d'amore del sedicesimo secolo originaria della parte occidentale dell'Inghilterra.
Rince Briotánach (Breton Dance) brano derivante da Gavoten ar Menez suonato spesso dal gruppo musicale folk bretone dei Triskell, spalla dei Clannad durante un loro tour in Bretagna, famosa una versione del brano eseguita da Alan Stivell.
Dhéanainn Sùgradh (I Make Merry) canto corale di lavoro originario della Scozia, veniva eseguito da gruppi di donne mentre erano impegnate al lavaggio dei panni, per facilitare il loro lavoro era cantato nella stessa maniera ritmica degli antichi marinai impegnati con i loro remi, la canzone fu suggerita al gruppo da Mícheál Ó Domhnaill (fondatore della The Bothy Band), in evidenza l'arpa celtica, un flauto e l'innesto inaspettato di una tagliente chitarra elettrica.
Gaoith Barra na dTonn (Gaoith Barra of the Waves) brano cantato in gaelico dalla sola Máire Brennan senza accompagnamento musicale, su testo di Domhnall Mac Diarmada.
Teidhir Abhaíle Riú (Go Home My Love) la canzone racconta dell'implorazione dei genitori di una giovane ragazza di Connacht di tornare a casa per sposare un uomo del quartiere con cui è stato combinato un incontro.
Fairly Shot of Her giga irlandese appresa dal gruppo dalla famosa collezione di ballate di Terry O'Neill.
Chuaigh mé 'na Rosann (I Want to the Rosses) canzone autobiografica scritta da Peadar Breathnach, un poeta di Glenfin (contea di Donegal).

## Tracce
Lato A
1. An Gabhar Bán (The White Goat) – 3:09 (Brano tradizionale, arrangiamento: Clannad)
2. Eleanor Plunkett – 2:43 (Tarlach O'Carolan, arrangiamenti Clannad)
3. Coínleach Ghlas an Fhómhair (The Autumn Stubble) – 5:38 (Brano tradizionale, arrangiamento: Clannad)
4. Rince Philib a'Cheoil (Dance of Philip A'Cheoil) – 1:47 (Brano tradizionale, arrangiamento: Clannad)
5. By Chance It Was – 5:35 (Brano tradizionale, arrangiamento: Clannad)
6. Rince Briotánach (Breton Dance) – 3:10 (Brano tradizionale, arrangiamento: Clannad)

Lato B
1. Dhéanainn Sùgradh (I Make Merry) – 5:30 (Brano tradizionale, arrangiamento: Clannad)
2. Gaoith Barra na dTonn (Gaoith Barra of the Waves) – 2:27 (Brano tradizionale, arrangiamento: Clannad)
3. Teidhir Abhaíle Riú (Go Home My Love) – 2:43 (Brano tradizionale, arrangiamento: Clannad)
4. Fairly Shot of Her – 2:15 (Brano tradizionale, arrangiamento: Clannad)
5. Chuaigh mé 'na Rosann (I Want to the Rosses) – 6:07 (Peadar Breathnach, arrangiamento: Clannad)

## Formazione
- Máire Brennan (Máire Ní Bhraonáin) - arpa, voce
- Paul Brennan (Pól Ó Braonáin) - flauto, bongos, chitarra, voce
- Ciaran Brennan (Ciarán Ó Braonáin) - basso, chitarra, pianoforte, voce
- Padraig Duggan (Pádraig Ó Dúgáin) - chitarra, mandola, voce
- Noel Duggan (Noel Ó Dúgáin) - chitarra, voce

## Musicisti aggiunti
- Triona Ni Dhomhnaill - tastiere, voce
- Padraig O'Donnell - voce
- Donal Lunny - sintetizzatore, chitarra, percussioni
- Mícheál Ó Domhnaill - chitarra, voce[1]

Note aggiuntive
- Dónal Lunny - produttore
- Registrazioni effettuate al Eamonn Andrews Studios di Dublino, Irlanda
- Pat Morley e Philip Begley - ingegneri delle registrazioni
- Bill Bolger - design album
- Dominic Ledwige-O'Reilly - fotografia[8]